# 동적 디스패치
디스패치는 어떤 메소드를 호출할 것인가를 결정하여 그것을 실행하는 과정이다. 동적 디스패치와 정적 디스패치가 있는데, 동적 디스패치(dynamic dispatch)는 메소드 오버라이딩이 되어있는 경우 실행시점에 어떤 메소드를 실행할 지 결정되는 것이다. 정적 디스패치는 그와 다르게 컴파일 시점에 어떤 메소드를 실행할지 결정된다.

## 같이 보기
- 함수 오버로드
- 메시지 전달
- 메소드 오버라이딩
- 네임 바인딩